# Офман, Жюль
Жюль Альфо́нс Офма́н (род. 1941) — французский иммунолог и цитолог, лауреат Нобелевской премии по физиологии и медицине за 2011 год (совместно с Брюсом Бётлером и Ральфом Штейнманом) «за исследование активации врождённого иммунитета».
Член Французской академии наук (1992; корреспондент с 1987), её президент в 2007—2008 годах. С 2012 года член Французской академии (кресло 7).

## Биография
Жюль Альфонс Офман родился во время Второй мировой войны и вырос вместе со своим братом Жан-Полем в маленьком городе Эхтернах. Его отец происходил из семьи фермеров в сельской местности Люксембурга, а мать была дочерью мясника.
Со своим отцом, Жюль Хоффманн открыл «мир насекомых» в средней школе. Первое открытие было сделано в 1996 году, когда он с коллегами исследовал, как дрозофила сопротивляется инфекциям. После учился в Страсбургском университете, где получил докторскую степень в области экспериментальной биологии. Параллельно проводил исследования в лаборатории Института зоологии с Пьером Жоли, который возглавлял исследовательскую группу по эндокринной регуляции развития и воспроизведению саранчи. Именно в этот период он познакомился со своей будущей женой Даниэле Ирцель (франц. Danièle Hirtzel), которая выполняла обязанности технического работника в лаборатории.
В 1970 году Жюль Хоффманн получил французское гражданство. Занимался докторской работой в Германии с 1972 по 1974 годы с Питером Карлсоном, которому удалось описать структуру экдизона — стероидного гормона у насекомых. В 1978 году Жюль Хоффманн работал с Пьером Жоли на тему «гуморального иммунитета насекомых». Работал в Страсбургском университете с 1992 по 2005 год, сначала в институте зоологии и институте молекулярной и клеточной биологии, где он посвятил себя изучению механизмов врождённого иммунитета и экспрессии генов немедленного ответа у дрозофилы. Жюль опубликовал свою работу по молекулярным механизмам врождённого иммунитета в статье журнала Science в 1999 году.
В 1993 году Жюль Хоффман организовал первый Съезд врождённого иммунитета в Версале, совместно с Чарльзом Джейнуэем из Йельского университета, Аланом Эцкауицом из Гарвардского университета, Сюндзи Натори из Токийского университета и Фотис Катафос, директором лаборатории молекулярной биологии из Гейдельбергского университета.
Открытия Хоффмана и Бётлера фактически положили начало новой области биологии: впоследствии было открыто более 10 Toll-подобных рецепторов, каждый распознающий свой «образ», характерный для разных групп микроорганизмов. Мутации в генах этих рецепторов увеличивают вероятность инфекционных заболеваний, а также хронических воспалительных болезней.
Был назначен директором Национального центра научных исследований, также Жюль Хоффманн имеет привилегированные отношения с зарубежными академиками, почетные места в Конгрессе и получил в общей сложности 14 научных наград: это прежде всего золотая медаль CNRS 2011. В том же году он получил Нобелевскую премию по физиологии и медицине, вместе с Брюсом Бётлери и Ральфом Марвином Стайнманом за его работу над изучением врождённого иммунитета. С 2011 года является членом совета Комитета фундаментальной экологии будущего (франц. de la fondation Écologie d’avenir), под председательством Клода Аллегре.
5 января 2012 года Французская академия приняла на рассмотрение его кандидатуру на место, которое стало вакантным после смерти Жаклин де Ромийи. Жюль Хоффман был избран на заседании в четверг 1 марта 2012 года с 17 голосами из 23.
Увлекается чтением, туризмом и григорианским хоралом. Жюль Офман является членом немецкой Леопольдины (1988), Европейской Академии, EMBO, Американской академии искусств и наук (2003). Также с 2006 года Офман является иностранным членом Российской академии наук, а с 2008 года — Национальной академии наук США.

## Награды
- 1983 — Gay-Lussac-Humboldt-Prize[англ.]
- 2003 — Премия Вильяма Коли
- 2004 — Премия Роберта Коха
- 2007 — Премия Бальцана совместно с Брюсом Бётлером
- 2010 — Премия Кэйо[англ.][16]
- 2010 — Премия Розенстила (совместно с Русланом Меджитовым)[17]
- 2011 — Международная премия Гайрднера
- 2011 — Премия Шао (совместно с Брюсом Бётлером и Русланом Меджитовым)
- 2011 — Золотая медаль Национального центра научных исследований
- 2011 — Нобелевская премия по физиологии или медицине совместно с Брюсом Бётлером и Ральфом Штейнманом